# Camillo Baldi
Pour les articles homonymes, voir Baldi.
Camillo Baldi, né à Bologne vers 1547 et mort le 24 mars 1637 dans la même ville, est un philosophe et écrivain italien des XVIe et XVIIe siècles.

## Biographie
Camillo Baldi naquit à Bologne, vers 1547. Son père avait été, pendant vingt-six ans, professeur de philosophie dans cette célèbre université. Camillo suivit ses traces, et s’étant livré comme lui à l’étude de la philosophie, il y fut reçu docteur en 1572 ; il professa longtemps la logique et les autres parties de cette science dans la même université, et se fit une grande réputation par ses vertus morales autant que par son savoir. Il vécut jusqu’à l’âge de 87 ans et mourut en 1634, dans sa patrie, d’où il n’était jamais sorti.

## Œuvres
Ses meilleurs ouvrages imprimés sont :
- In Physiognomica Aristotelis Commentarii, etc., Bologne, 1621, in-fol.
- Trattato come da una lettera missiva si conoscano la natura e qualità dello scrittore, Carpi, 1622, in-4° ; et traduit en latin, Bologne, 1664, in-4°.
- Delle mentite e offese di parole come si possano accomodare, etc., Venise, 1590, in-4°, et Bologne, 1623, in-8°. Cet ouvrage a été réimprimé avec beaucoup d’additions et de corrections, après la mort de l’auteur, Venise, sans date ; celle de l’épître dédicatoire porte 1633.
- Trattato delle imprese annesso all’introduzione alla virtù morale, etc., Bologne, 1624, in-8°.
- Humanarum propensionum ex temperamento prænotionibus tractatus, Bologne, 1629 et 1644, in-4°.
- De naturali ex unguium inspectione præsagio commentarius, Bologne, 1629 et 1664, in-4°.
- I Congressi civili, ouvrage posthume, qui ne fut imprimé qu’en 1681 et 1698, in-4°.